# Нуроллахи, Ахмад
Ахма́д Нуроллахи (перс. احمد نورالهی‎; род. 1 февраля 1993, Азад-Шехр) — иранский футболист, полузащитник клуба «Аль-Вахда».

## Карьера

### «Йезд»
В 16 лет присоединился к академии клуба «Йезд». В 2011 году начал тренироваться с первой командой. Выступал за клуб в Лиге Азадеган, по итогам сезона 2013/2014 забил три гола, один из которых был признан голом недели.

### «Персеполис»
После трёх сезонов в «Йезда», летом 2013 года перешёл в «Персеполис». Дебютировал 7 августа 2014 года в матче Иранской Про-лиги против «Фулад». Сезон 2015/2016 начал вне заявки против «Падиде», «Эстеглаль Хузестан» и «Сепахан». 16 октября забил первый гол в сезоне против «Саба Ком». В сезоне 2017/2018 года сыграл в обоих финальных матчах Лиги Чемпионов АФК против «Касима Антлерс».
В январе 2017 года на правах аренды перешёл в иранский «Трактор» до конца сезона. 2 октября 2019 года продлил контракт до 2021 года.

### «Шабаб Аль-Ахли»
17 августа 2021 года стал игроком «Шабаб Аль-Ахли». 25 августа дебютировал в матче Чемпионата ОАЭ по футболу против «Аджман». 22 октября в матче против «Аль-Джазира» забил первый гол за клуб. 29 октября 2022 года матче против «Аль-Айна» получил травму и мог пропустить финальный этап чемпионата мира 2022 года. 4 ноября 2022 года был исключён из состава «Шабаб Аль-Ахли».

## Национальная сборная
В июне 2014 года получил вызов в сборную Ирана до 23 лет при тренер Нелу Вингада. Из-за травмы не смог принять участие на чемпионате АФК-2016.
В октябре 2018 года был вызван тренером Карлушом Кейрошом в главную сборную Ирана. 15 ноября дебютировал в товарищеском матче против Тринидада и Тобаго. Участвовал в Кубке Азии-2019, сыграл на групповом этапе против Вьетнама. 10 октября 2019 года забил первый гол за национальную сборную в разгроме Камбоджи (14:0).
В конце октября 2022 года был включён в предварительный состав на турнир, одним из игроков которые могли заменить Нуроллахи, иранские СМИ называли Омид Эбрахими. Позже «Шабаб Аль-Ахли» сообщил о том что травма игрока не серьёзна. В ноябре он попал в итоговую заявку сборной на ЧМ-2022 в Катаре.
| Голы Нуроллахи за сборную Ирана | Голы Нуроллахи за сборную Ирана | Голы Нуроллахи за сборную Ирана | Голы Нуроллахи за сборную Ирана | Голы Нуроллахи за сборную Ирана | Голы Нуроллахи за сборную Ирана | Голы Нуроллахи за сборную Ирана |
| №                               | Дата                            | Оппонент                        | Счёт                            | Голы                            | Соревнование                    |                                 |
| ------------------------------- | ------------------------------- | ------------------------------- | ------------------------------- | ------------------------------- | ------------------------------- | ------------------------------- |
| 1                               | 10 октября 2019                 | Камбоджа                        | 14:0                            | 5′                              | Отбор ЧМ—2022 (АФК)             |                                 |
| 2                               | 14 ноября 2019                  | Ирак                            | 1:2                             | 25′                             | Отбор ЧМ—2022 (АФК)             |                                 |
| 3                               | 11 ноября 2021                  | Лесото                          | 2:1                             | 94′                             | Отбор ЧМ—2022 (АФК)             |                                 |

## Достижения

### «Персеполис»
- Про-лига Персидского залива
  - Чемпион (4): 2017/18, 2018/19, 2019/20, 2020/21
- Кубок Хазфи
  - Победитель (1): 2018/19
- Суперкубок Ирана
  - Победитель (1): 2018, 2019, 2020